# Ronald Lauder
Ronald (Ron) Steven Lauder (New York, 26 febbraio 1944) è un imprenditore statunitense, miliardario, filantropo, collezionista d'arte e attivista politico. È presidente del Congresso Ebraico Mondiale dal 2007 e, insieme a suo fratello Leonard Lauder, è l'erede della società di cosmetici Estée Lauder Companies, fondata dai genitori Estée Lauder e Joseph Lauder nel 1946.
Secondo Forbes, Lauder ha un patrimonio netto di 4,5 miliardi di dollari nel settembre 2022 (numero 563 nella lista dei miliardari di Forbes).

## Biografia
Lauder è nato a New York City da una famiglia ebrea, figlio di Estée Lauder e Joseph Lauder, fondatori di Estée Lauder Companies. È il fratello minore di Leonard Lauder, presidente del consiglio di amministrazione di Estée Lauder Companies.
Ha frequentato la Bronx High School of Science e ha conseguito una laurea in International Business presso la Wharton School of Business dell'Università della Pennsylvania. Ha studiato all'Università di Parigi e ha conseguito un certificato in International Business presso l'Università di Bruxelles.

## Carriera
Lauder ha iniziato a lavorare per la Estée Lauder Companies nel 1964 come capo del dipartimento internazionale. Nel 1984 è diventato vice assistente del segretario alla difesa per la politica europea e la NATO presso il Dipartimento della difesa degli Stati Uniti.
Nel 1986 Ronald Reagan lo nominò Ambasciatore degli Stati Uniti in Austria, carica che mantenne fino al 1987. Come ambasciatore, licenziò l'ufficiale diplomatico Felix Bloch, che in seguito divenne noto in merito al caso di spionaggio di Robert Hanssen.
Come repubblicano, ha cercato di diventare sindaco di New York City nel 1989, perdendo contro Rudy Giuliani alle primarie repubblicane (Giuliani ha perso contro David Dinkins alle elezioni generali ma ha sconfitto Dinkins nel 1993).  I suoi responsabili della campagna erano Roger Ailes di Fox News e Arthur Finkelstein, forte sostenitore di Richard Nixon. Michael Messa, scrivendo di questa corsa alle nomination, osserva che politicamente Lauder "sembrava fuori passo con la maggior parte degli ebrei americani; ... correva alla destra di Rudolph Giuliani. E , sulle questioni israeliane, era un convinto sostenitore del partito Likud, con legami di lunga data con Benjamin Netanyahu". Lauder spese 14 milioni di dollari per quelle elezioni.  Nelle primarie repubblicane Giuliani ha avuto 77.150 (67,0%) voti contro 37.960 (33,0%) per Lauder.
Nel 1998, il primo ministro israeliano Benjamin Netanyahu chiese a Lauder di avviare i negoziati di "Track II" con il leader no Hafez al-Assad; questi negoziati sono proseguiti dopo l'elezione di Ehud Barak alla carica. Lauder ha comunicato una ritrovata disponibilità da parte di Assad a scendere a compromessi con gli israeliani in un accordo globale di terra per la pace, e la sua bozza di "Trattato di pace tra Israele e Siria" ha costituito una parte importante dei negoziati israelo-siriani (alla fine infruttuosi) avvenuto nel gennaio 2000 a Shepherdstown, West Virginia.
Lauder gestisce gli investimenti nel settore immobiliare e dei media, comprese le imprese mediatiche dell'Europa centrale e la TV israeliana. Nel 2010, Lauder ha fondato RWL Water, LLC.

## Attività civiche e filantropiche
Lauder è stato coinvolto in organizzazioni come la Conferenza dei presidenti delle principali organizzazioni ebraiche americane, il Jewish National Fund, il World Jewish Congress, l'American Jewish Joint Distribution Committee, l'Anti-Defamation League, il Jewish Theological Seminary, il Rabbinical College of America, Brandeis University e Abraham Fund. Con suo fratello ha fondato il Lauder Institute presso la Wharton School. Lauder è stato anche presidente delle finanze del Comitato dello Stato repubblicano di New York.
Nel 2003, Lauder ha fondato ed è diventato presidente della Lauder Business School a Vienna, in Austria.
Lauder ha guidato un movimento per introdurre limiti di mandato nel New York City Council, che sono stati successivamente imposti alla maggior parte dei funzionari eletti di New York, inclusi il sindaco e il consiglio comunale, dopo un referendum in tutta la città nel 1993. Nel 1996, gli elettori hanno rifiutato una proposta del consiglio per prorogare limiti di durata. Lauder ha speso 4 milioni di dollari per i due referendum. È stato coinvolto negli sforzi di conservazione ambientale nella parte orientale di Long Island e dal 2002 fa parte del consiglio di amministrazione dell'organizzazione per la conservazione Group for the East End.

### Arte
Il 16 novembre 2001, Lauder ha aperto la Neue Galerie a New York, un museo d'arte dedicato all'arte tedesca e austriaca dell'inizio del XX secolo. Conserva una delle migliori raccolte di opere di Egon Schiele al mondo.

### Presidente del World Jewish Congress

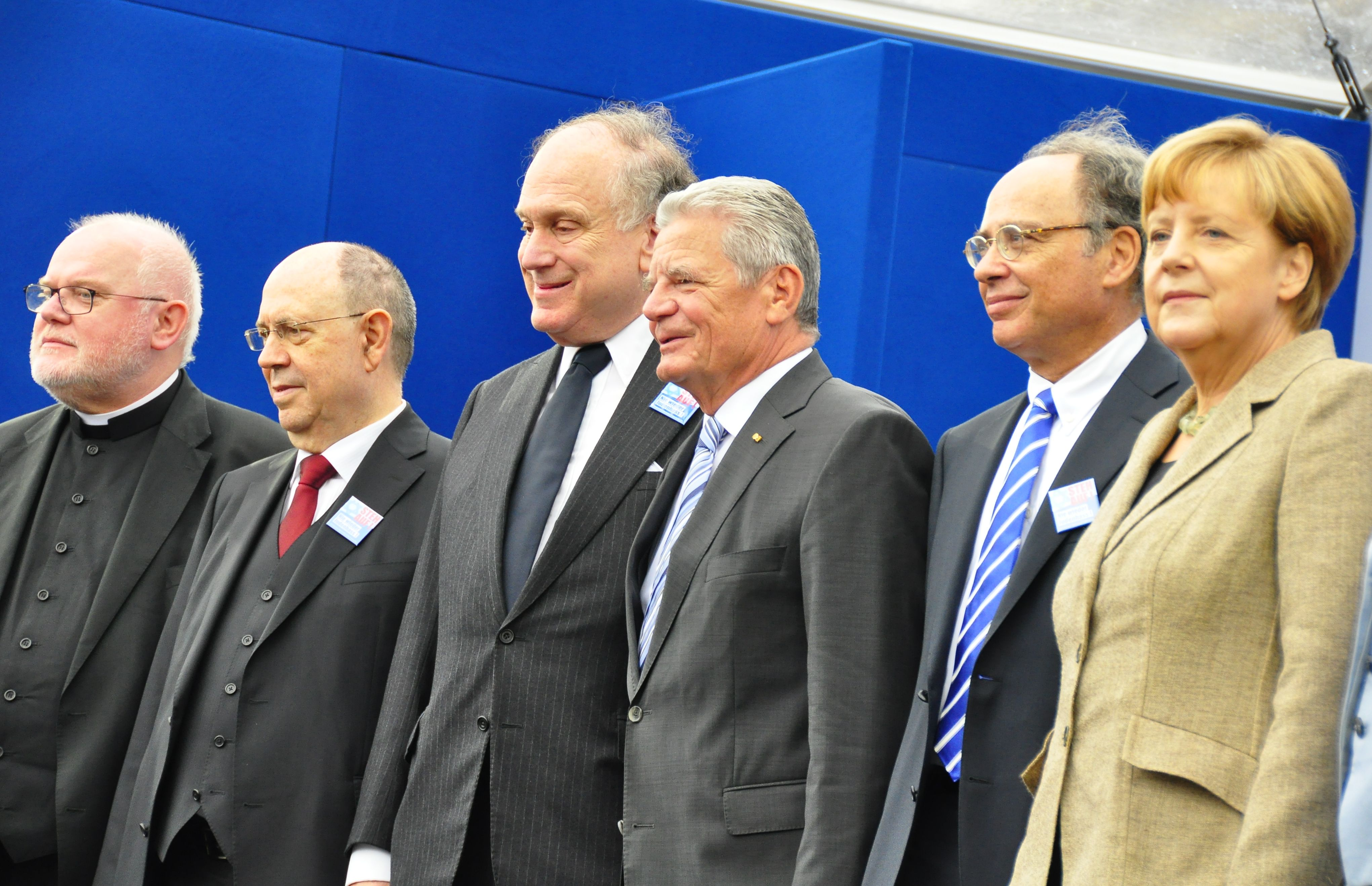
Lauder con i leader tedeschi a una manifestazione contro l'antisemitismo a Berlino, 14 settembre 2014. Da sinistra: il Cardinale Reinhard Marx, il leader della Chiesa protestante Nikolaus Schneider, Ronald S. Lauder, il Presidente della Germania Joachim Gauck, il presidente del Consiglio Centrale degli ebrei in Germania Dieter, il cancelliere federale tedesco Angela Merkel

Lauder è stato eletto presidente del World Jewish Congress il 10 giugno 2007, in seguito alle dimissioni di Edgar Bronfman Sr. Ha battuto con un netto margine l'uomo d'affari sudafricano Mendel Kaplan e l'israeliano Einat Wilf.
Il presidente George W. Bush lo ha nominato membro della delegazione onoraria per accompagnarlo a Gerusalemme per la celebrazione del 60º anniversario dello Stato di Israele nel maggio 2008. 
Lauder ha condannato la persecuzione dei musulmani Rohingya in Myanmar. 

## Vita privata
Lauder è sposato con Jo Carole (Knopf) Lauder. Hanno due figli, Aerin e Jane (sposata con Kevin Warsh, ex membro del Consiglio dei governatori della Federal Reserve).
Nel 1985 ha pubblicato un libro intitolato Fighting Violent Crime in America. 
Un profilo di Lauder del 2007 sulla rivista The New Yorker descriveva in dettaglio le sue residenze, comprese tre proprietà a Manhattan: una casa a schiera sulla East 70th Street, la Rockefeller Guest House sulla East 52nd Street e un appartamento al 740 Park Avenue. Il profilo elencava inoltre case in Florida, Londra, Parigi e Wainscott, Long Island. 

## Riconoscimenti
- 2011: Andrew Carnegie Medal of Philanthropy
- 2018: Medaglia Andrey Sheptytsky
- 2018: Premio Harvey assegnato nel 2019